# Narodni filmski register
Narodni filmski register (angleško National Film Registry, kratica NFR) je izbor filmov za arhiviranje v ameriški Kongresni knjižnici, ki ga sestavlja Narodni odbor za ohranitev filmov (National Film Preservation Board, NFPB), ustanovljen leta 1988 po zveznem zakonu o ohranitvi filmov.
Cilj odbora, ki ga sestavljajo predstavniki ameriške filmske industrije, je poskrbeti za preživetje, ohranitev in javno dostopnost ameriške filmske dediščine. Register je eden od načinov, s katerim dosega ta cilj. Vanj vsako leto dodajo do 25 »kulturno, zgodovinsko ali estetsko pomembnih filmov«, ki so nato deležni posebne obravnave arhivistov in tudi zakonske zaščite, da se zagotovi njihova umetniška integriteta v bodoče. Za vključitev mora biti film star vsaj deset let, pri čemer ni pomembno, ali je bil javno predvajan ali ne.
Leta 2020 je register obsegal 800 naslovov, od klasičnih hollywoodskih celovečercev in dokumentarnih filmov do eksperimentalnih posnetkov ter televizijskih poročil.

## Seznam
Seznam je urejen po izvirnem angleškem naslovu filma.
| Naslov | Tip filma                                     | Leto izida    | Leto vpisa | Vir    |
| --- | --------------------------------------------- | ------------- | ---------- | ------ |
| 12 jeznih mož (12 Angry Men)                                                                                       | pripovedni celovečerec                        | 1957          | 2007       | [ 6 ]  |
| 13 Lakes | dokumentarni film                             | 2004          | 2014       | [ 7 ]  |
| 20.000 milj pod morjem (20,000 Leagues Under the Sea)                                                              | pripovedni celovečerec                        | 1916          | 2016       | [ 5 ]  |
| 2001: Vesoljska odiseja (2001: A Space Odyssey)                                                                    | pripovedni celovečerec                        | 1968          | 1991       | [ 8 ]  |
| 3:10 to Yuma | pripovedni celovečerec                        | 1957          | 2012       | [ 9 ]  |
| 4 Little Girls | dokumentarni film                             | 1997          | 2017       | [ 10 ] |
| 42nd Street | pripovedni celovečerec                        | 1933          | 1998       | [ 11 ] |
| The 7th Voyage of Sinbad                                                                                           | pripovedni celovečerec                        | 1958          | 2008       | [ 12 ] |
| Abbott and Costello Meet Frankenstein                                                                              | pripovedni celovečerec                        | 1948          | 2001       | [ 13 ] |
| Ace in the Hole | pripovedni celovečerec                        | 1951          | 2017       | [ 10 ] |
| Adamovo rebro (Adam's Rib)                                                                                         | pripovedni celovečerec                        | 1949          | 1992       | [ 14 ] |
| Pustolovščine Robina Hooda (The Adventures of Robin Hood)                                                          | pripovedni celovečerec                        | 1938          | 1995       | [ 15 ] |
| Afriška kraljica (The African Queen)                                                                               | pripovedni celovečerec                        | 1951          | 1994       | [ 16 ] |
| Ali je pilot v letalu? (Airplane!)                                                                                 | pripovedni celovečerec                        | 1980          | 2010       | [ 17 ] |
| Osmi potnik (Alien)                                                                                                | pripovedni celovečerec                        | 1979          | 2002       | [ 18 ] |
| Vse o Evi (All About Eve)                                                                                          | pripovedni celovečerec                        | 1950          | 1990       | [ 19 ] |
| All My Babies | dokumentarni film                             | 1953          | 2002       | [ 18 ] |
| All Quiet on the Western Front                                                                                     | pripovedni celovečerec                        | 1930          | 1990       | [ 19 ] |
| All That Heaven Allows                                                                                             | pripovedni celovečerec                        | 1955          | 1995       | [ 15 ] |
| Ves ta jazz (All That Jazz)                                                                                        | pripovedni celovečerec                        | 1979          | 2001       | [ 13 ] |
| All the King's Men                                                                                                 | pripovedni celovečerec                        | 1949          | 2001       | [ 13 ] |
| Vsi predsednikovi možje (All the President's Men)                                                                  | pripovedni celovečerec                        | 1976          | 2010       | [ 17 ] |
| Allures | kratki film/eksperimentalni film              | 1961          | 2011       | [ 20 ] |
| Amadeus | pripovedni celovečerec                        | 1984          | 2019       | [ 21 ] |
| Amerika, Amerika (America America)                                                                                 | pripovedni celovečerec                        | 1963          | 2001       | [ 13 ] |
| Ameriški grafiti (American Graffiti)                                                                               | pripovedni celovečerec                        | 1973          | 1995       | [ 15 ] |
| Amerikanec v Parizu (An American in Paris)                                                                         | pripovedni celovečerec                        | 1951          | 1993       | [ 22 ] |
| Anatomija umora (Anatomy of a Murder)                                                                              | pripovedni celovečerec                        | 1959          | 2012       | [ 9 ]  |
| Annie Hall | pripovedni celovečerec                        | 1977          | 1992       | [ 14 ] |
| Antonia: A Portrait of the Woman                                                                                   | dokumentarni film                             | 1974          | 2003       | [ 23 ] |
| Apartma (The Apartment)                                                                                            | pripovedni celovečerec                        | 1960          | 1994       | [ 16 ] |
| Apokalipsa zdaj (Apocalypse Now)                                                                                   | pripovedni celovečerec                        | 1979          | 2000       | [ 24 ] |
| Applause | pripovedni celovečerec                        | 1929          | 2006       | [ 25 ] |
| Asfaltna džungla (The Asphalt Jungle)                                                                              | pripovedni celovečerec                        | 1950          | 2008       | [ 12 ] |
| Atlantic City | pripovedni celovečerec                        | 1980          | 2003       | [ 23 ] |
| The Atomic Cafe | dokumentarni film                             | 1982          | 2016       | [ 5 ]  |
| The Augustas | domači posnetki/dokumentarni film             | 1930.–1950.   | 2012       | [ 9 ]  |
| The Awful Truth | pripovedni celovečerec                        | 1937          | 1996       | [ 26 ] |
| Baby Face | pripovedni celovečerec                        | 1933          | 2005       | [ 27 ] |
| Nazaj v prihodnost (Back to the Future)                                                                            | pripovedni celovečerec                        | 1985          | 2007       | [ 6 ]  |
| The Bad and the Beautiful                                                                                          | pripovedni celovečerec                        | 1952          | 2002       | [ 18 ] |
| Slab dan v Black Rocku (Bad Day at Black Rock)                                                                     | pripovedni celovečerec                        | 1955          | 2018       | [ 28 ] |
| Surova balada (Badlands)                                                                                           | pripovedni celovečerec                        | 1973          | 1993       | [ 22 ] |
| Ball of Fire | pripovedni celovečerec                        | 1941          | 2016       | [ 5 ]  |
| Bambi | animiran pripovedni celovečerec               | 1942          | 2011       | [ 20 ] |
| Dvignite zaveso (The Band Wagon)                                                                                   | pripovedni celovečerec                        | 1953          | 1995       | [ 15 ] |
| The Bank Dick | pripovedni celovečerec                        | 1940          | 1992       | [ 14 ] |
| The Bargain | pripovedni celovečerec                        | 1914          | 2010       | [ 17 ] |
| The Battle of San Pietro                                                                                           | dokumentarni film                             | 1945          | 1991       | [ 8 ]  |
| The Battle of the Century                                                                                          | kratki film                                   | 1927          | 2020       | [ 29 ] |
| Lepotica in zver (Beauty and the Beast)                                                                            | animiran pripovedni celovečerec               | 1991          | 2002       | [ 18 ] |
| Becky Sharp | pripovedni celovečerec                        | 1935          | 2019       | [ 21 ] |
| Before Stonewall                                                                                                   | dokumentarni film                             | 1984          | 2019       | [ 21 ] |
| The Beau Brummels                                                                                                  | kratki film                                   | 1928          | 2016       | [ 5 ]  |
| Vrtnar (Being There)                                                                                               | pripovedni celovečerec                        | 1979          | 2015       | [ 30 ] |
| Ben-Hur | pripovedni celovečerec                        | 1925          | 1997       | [ 31 ] |
| Ben-Hur | pripovedni celovečerec                        | 1959          | 2004       | [ 32 ] |
| Bert Williams: Lime Kiln Club Field Day                                                                            | pripovedni celovečerec                        | 1913          | 2014       | [ 7 ]  |
| Najboljša leta našega življenja (The Best Years of Our Lives)                                                      | pripovedni celovečerec                        | 1946          | 1989       | [ 33 ] |
| Big Business | kratki film                                   | 1929          | 1992       | [ 14 ] |
| The Big Heat | pripovedni celovečerec                        | 1953          | 2011       | [ 20 ] |
| Veliki Lebowski (The Big Lebowski)                                                                                 | pripovedni celovečerec                        | 1998          | 2014       | [ 7 ]  |
| Velika parada (The Big Parade)                                                                                     | pripovedni celovečerec                        | 1925          | 1992       | [ 14 ] |
| Veliki sen (The Big Sleep)                                                                                         | pripovedni celovečerec                        | 1946          | 1997       | [ 31 ] |
| The Big Trail | pripovedni celovečerec                        | 1930          | 2006       | [ 25 ] |
| Ptiči (The Birds)                                                                                                  | pripovedni celovečerec                        | 1963          | 2016       | [ 5 ]  |
| Rojstvo naroda (The Birth of a Nation)                                                                             | pripovedni celovečerec                        | 1915          | 1992       | [ 14 ] |
| Black and Tan | dokumentarni kratki film                      | 1929          | 2015       | [ 30 ] |
| Šolska džungla (Blackboard Jungle)                                                                                 | pripovedni celovečerec                        | 1955          | 2016       | [ 5 ]  |
| The Black Pirate                                                                                                   | pripovedni celovečerec                        | 1926          | 1993       | [ 22 ] |
| The Black Stallion                                                                                                 | pripovedni celovečerec                        | 1979          | 2002       | [ 18 ] |
| Blacksmith Scene                                                                                                   | kratki film                                   | 1893          | 1995       | [ 15 ] |
| Iztrebljevalec (Blade Runner)                                                                                      | pripovedni celovečerec                        | 1982          | 1993       | [ 22 ] |
| Blazing Saddles | pripovedni celovečerec                        | 1974          | 2006       | [ 25 ] |
| Bless Their Little Hearts                                                                                          | pripovedni celovečerec                        | 1984          | 2013       | [ 34 ] |
| The Blood of Jesus                                                                                                 | pripovedni celovečerec                        | 1941          | 1991       | [ 8 ]  |
| The Blue Bird | pripovedni celovečerec                        | 1918          | 2004       | [ 32 ] |
| The Blues Brothers                                                                                                 | pripovedni celovečerec                        | 1980          | 2020       | [ 29 ] |
| Body and Soul | pripovedni celovečerec                        | 1925          | 2019       | [ 21 ] |
| Bonnie in Clyde (Bonnie and Clyde)                                                                                 | pripovedni celovečerec                        | 1967          | 1992       | [ 14 ] |
| Rojena včeraj (Born Yesterday)                                                                                     | pripovedni celovečerec                        | 1950          | 2012       | [ 9 ]  |
| Boulevard Nights                                                                                                   | pripovedni celovečerec                        | 1979          | 2017       | [ 10 ] |
| Boys Don't Cry | pripovedni celovečerec                        | 1999          | 2019       | [ 21 ] |
| Boyz n the Hood | pripovedni celovečerec                        | 1991          | 2002       | [ 18 ] |
| Brandy in the Wilderness                                                                                           | pripovedni celovečerec                        | 1969          | 2013       | [ 34 ] |
| Bread | kratki film                                   | 1914          | 2020       | [ 29 ] |
| Breakfast at Tiffany's                                                                                             | pripovedni celovečerec                        | 1961          | 2012       | [ 9 ]  |
| The Breakfast Club                                                                                                 | pripovedni celovečerec                        | 1985          | 2016       | [ 5 ]  |
| Bride of Frankenstein                                                                                              | pripovedni celovečerec                        | 1935          | 1998       | [ 11 ] |
| Most na reki Kwai (The Bridge on the River Kwai)                                                                   | pripovedni celovečerec                        | 1957          | 1997       | [ 31 ] |
| Težavna vzgoja (Bringing Up Baby)                                                                                  | pripovedni celovečerec                        | 1938          | 1990       | [ 19 ] |
| Broadcast News | pripovedni celovečerec                        | 1987          | 2018       | [ 28 ] |
| Gora Brokeback (Brokeback Mountain)                                                                                | pripovedni celovečerec                        | 2005          | 2018       | [ 28 ] |
| Zlomljeni cvet (Broken Blossoms)                                                                                   | pripovedni celovečerec                        | 1919          | 1996       | [ 26 ] |
| A Bronx Morning | kratki film                                   | 1931          | 2004       | [ 32 ] |
| Buena Vista Socal Club                                                                                             | dokumentarni film                             | 1999          | 2020       | [ 29 ] |
| The Buffalo Creek Flood: An Act of Man                                                                             | dokumentarni film                             | 1975          | 2005       | [ 27 ] |
| Bullitt | pripovedni celovečerec                        | 1968          | 2007       | [ 6 ]  |
| Butch Cassidy in Sundance Kid (Butch Cassidy and the Sundance Kid)                                                 | pripovedni celovečerec                        | 1969          | 2003       | [ 23 ] |
| Kabaret (Cabaret)                                                                                                  | pripovedni celovečerec                        | 1972          | 1995       | [ 15 ] |
| Cabin in the Sky                                                                                                   | pripovedni celovečerec                        | 1943          | 2020       | [ 29 ] |
| Kamerman (The Cameraman)                                                                                           | pripovedni celovečerec                        | 1928          | 2005       | [ 27 ] |
| Carmen Jones | pripovedni celovečerec                        | 1954          | 1992       | [ 14 ] |
| Casablanca | pripovedni celovečerec                        | 1942          | 1989       | [ 33 ] |
| Castro Street | kratki dokumentarni film/eksperimentalni film | 1966          | 1992       | [ 14 ] |
| Ljudje mačke (Cat People)                                                                                          | pripovedni celovečerec                        | 1942          | 1993       | [ 22 ] |
| Chan Is Missing | pripovedni celovečerec                        | 1982          | 1995       | [ 15 ] |
| The Cheat | pripovedni celovečerec                        | 1915          | 1993       | [ 22 ] |
| The Chechahcos | pripovedni celovečerec                        | 1924          | 2003       | [ 23 ] |
| Kitajska četrt (Chinatown)                                                                                         | pripovedni celovečerec                        | 1974          | 1991       | [ 8 ]  |
| Božična zgodba (A Christmas Story)                                                                                 | pripovedni celovečerec                        | 1983          | 2012       | [ 9 ]  |
| Chulas Fronteras                                                                                                   | dokumentarni film                             | 1976          | 1993       | [ 22 ] |
| Cicero March | kratki dokumentarni film                      | 1966          | 2013       | [ 34 ] |
| Pepelka (Cinderella)                                                                                               | animiran pripovedni celovečerec               | 1950          | 2018       | [ 28 ] |
| Državljan Kane (Citizen Kane)                                                                                      | pripovedni celovečerec                        | 1941          | 1989       | [ 33 ] |
| The The City | dokumentarni film                             | 1939          | 1998       | [ 11 ] |
| Luči velemesta (City Lights)                                                                                       | pripovedni celovečerec                        | 1931          | 1991       | [ 8 ]  |
| Civilization | pripovedni celovečerec                        | 1916          | 1999       | [ 35 ] |
| The Clash of the Wolves                                                                                            | pripovedni celovečerec                        | 1925          | 2004       | [ 32 ] |
| Trgovci (Clerks)                                                                                                   | pripovedni celovečerec                        | 1994          | 2019       | [ 21 ] |
| Peklenska pomaranča (A Clockwork Orange)                                                                           | pripovedni celovečerec                        | 1971          | 2020       | [ 29 ] |
| Bližnja srečanja tretje vrste (Close Encounters of the Third Kind)                                                 | pripovedni celovečerec                        | 1977          | 2007       | [ 6 ]  |
| Coal Miner's Daughter                                                                                              | pripovedni celovečerec                        | 1980          | 2019       | [ 21 ] |
| Cologne: From the Diary of Ray and Esther                                                                          | kratki dokumentarni film                      | 1939          | 2001       | [ 13 ] |
| Commandment Keeper Church, Beaufort South Carolina, May 1940                                                       | kratki dokumentarni film                      | 1940          | 2005       | [ 27 ] |
| A Computer Animated Hand                                                                                           | animiran kratki film/eksperimentalni film     | 1972          | 2011       | [ 20 ] |
| Prisluškovanje (The Conversation)                                                                                  | pripovedni celovečerec                        | 1974          | 1995       | [ 15 ] |
| Cool Hand Luke | pripovedni celovečerec                        | 1967          | 2005       | [ 27 ] |
| The Cool World | pripovedni celovečerec                        | 1963          | 1994       | [ 16 ] |
| Cops | kratki film                                   | 1922          | 1997       | [ 31 ] |
| The Corbett-Fitzsimmons Fight                                                                                      | dokumentarni film                             | 1897          | 2012       | [ 9 ]  |
| A Corner in Wheat                                                                                                  | kratki film                                   | 1909          | 1994       | [ 16 ] |
| The Court Jester                                                                                                   | pripovedni celovečerec                        | 1956          | 2004       | [ 32 ] |
| Crisis: Behind a Presidential Commitment                                                                           | dokumentarni film                             | 1963          | 2011       | [ 20 ] |
| Množica (The Crowd)                                                                                                | pripovedni celovečerec                        | 1928          | 1989       | [ 33 ] |
| Cry of Jazz | kratki film                                   | 1959          | 2010       | [ 17 ] |
| The Cry of the Children                                                                                            | kratki film                                   | 1912          | 2011       | [ 20 ] |
| A Cure for Pokeritis                                                                                               | kratki film                                   | 1912          | 2011       | [ 20 ] |
| The Curse of Quon Gwon                                                                                             | kratki film                                   | 1916–1917     | 2006       | [ 25 ] |
| Czechoslovakia 1968                                                                                                | kratki dokumentarni film                      | 1969          | 1997       | [ 31 ] |
| Dance, Girl, Dance                                                                                                 | pripovedni celovečerec                        | 1940          | 2007       | [ 6 ]  |
| Pleše z volkovi (Dances with Wolves)                                                                               | pripovedni celovečerec                        | 1990          | 2007       | [ 6 ]  |
| Vitez teme (The Dark Knight)                                                                                       | pripovedni celovečerec                        | 2008          | 2020       | [ 29 ] |
| Daughter of Dawn                                                                                                   | pripovedni celovečerec                        | 1920          | 2013       | [ 34 ] |
| Daughter of Shanghai                                                                                               | pripovedni celovečerec                        | 1937          | 2006       | [ 25 ] |
| Daughters of the Dust                                                                                              | pripovedni celovečerec                        | 1991          | 2004       | [ 32 ] |
| Dnevnik Davida Holzmana (David Holzman's Diary)                                                                    | pripovedni celovečerec                        | 1968          | 1991       | [ 8 ]  |
| The Day the Earth Stood Still                                                                                      | pripovedni celovečerec                        | 1951          | 1995       | [ 15 ] |
| Božanski dnevi (Days of Heaven)                                                                                    | pripovedni celovečerec                        | 1978          | 2007       | [ 6 ]  |
| Dnevi vina in vrtnic (Days of Wine and Roses)                                                                      | pripovedni celovečerec                        | 1962          | 2018       | [ 28 ] |
| Dead Birds | dokumentarni film                             | 1964          | 1998       | [ 11 ] |
| Decasia | dokumentarni film                             | 2002          | 2013       | [ 34 ] |
| The Decline of Western Civilization                                                                                | dokumentarni film                             | 1981          | 2016       | [ 5 ]  |
| Lovec na jelene (The Deer Hunter)                                                                                  | pripovedni celovečerec                        | 1978          | 1996       | [ 26 ] |
| Odrešitev (Deliverance)                                                                                            | pripovedni celovečerec                        | 1972          | 2008       | [ 12 ] |
| Destry Rides Again                                                                                                 | pripovedni celovečerec                        | 1939          | 1996       | [ 26 ] |
| Detour | pripovedni celovečerec                        | 1945          | 1992       | [ 14 ] |
| The Devil Never Sleeps                                                                                             | dokumentarni film                             | 1993          | 2020       | [ 29 ] |
| Dickson Experimental Sound Film                                                                                    | kratki film/eksperimentalni film              | 1894 ali 1895 | 2003       | [ 23 ] |
| Umri pokončno (Die Hard)                                                                                           | pripovedni celovečerec                        | 1988          | 2017       | [ 10 ] |
| Umazani Harry (Dirty Harry)                                                                                        | pripovedni celovečerec                        | 1971          | 2012       | [ 9 ]  |
| Disneyland Dream                                                                                                   | domači posnetki                               | 1956          | 2008       | [ 12 ] |
| Dixon-Wanamaker Expedition to Crow Agency                                                                          | poročila                                      | 1908          | 2018       | [ 28 ] |
| D.O.A. | pripovedni celovečerec                        | 1950          | 2004       | [ 32 ] |
| Naredi prav (Do the Right Thing)                                                                                   | pripovedni celovečerec                        | 1989          | 1999       | [ 35 ] |
| The Docks of New York                                                                                              | pripovedni celovečerec                        | 1928          | 1999       | [ 35 ] |
| Dodsworth | pripovedni celovečerec                        | 1936          | 1990       | [ 19 ] |
| Pasje popoldne (Dog Day Afternoon)                                                                                 | pripovedni celovečerec                        | 1975          | 2009       | [ 36 ] |
| Dog Star Man Part IV                                                                                               | kratki film/eksperimentalni film              | 1964          | 1992       | [ 14 ] |
| Ne glej nazaj (Dont Look Back)                                                                                     | dokumentarni film                             | 1967          | 1998       | [ 11 ] |
| Dvojno zavarovanje (Double Indemnity)                                                                              | pripovedni celovečerec                        | 1944          | 1992       | [ 14 ] |
| Down Argentine Way                                                                                                 | pripovedni celovečerec                        | 1940          | 2014       | [ 7 ]  |
| Dr. Strangelove ali kako sem vzljubil bombo (Dr. Strangelove or: How I Learned to Stop Worrying and Love the Bomb) | pripovedni celovečerec                        | 1964          | 1989       | [ 33 ] |
| Drakula | pripovedni celovečerec                        | 1931          | 2000       | [ 24 ] |
| Drakula | pripovedni celovečerec                        | 1931          | 2015       | [ 30 ] |
| The Dragon Painter                                                                                                 | pripovedni celovečerec                        | 1919          | 2014       | [ 7 ]  |
| Dream of a Rarebit Fiend                                                                                           | kratki film                                   | 1906          | 2015       | [ 30 ] |
| Drums of Winter | dokumentarni film                             | 1988          | 2006       | [ 25 ] |
| Duck Amuck | animiran kratki film                          | 1953          | 1999       | [ 35 ] |
| Duck and Cover | animiran kratki film                          | 1951          | 2004       | [ 32 ] |
| Račja juha (Duck Soup)                                                                                             | pripovedni celovečerec                        | 1933          | 1990       | [ 19 ] |
| Dumbo | animiran pripovedni celovečerec               | 1941          | 2017       | [ 10 ] |
| Eadweard Muybridge, Zoopraxographer                                                                                | dokumentarni film                             | 1975          | 2015       | [ 30 ] |
| Early Abstractions                                                                                                 | animirani kratki filmi                        | 1939–1956     | 2006       | [ 25 ] |
| Goli v sedlu (Easy Rider)                                                                                          | pripovedni celovečerec                        | 1969          | 1998       | [ 11 ] |
| Vzhodno od raja (East of Eden)                                                                                     | pripovedni celovečerec                        | 1955          | 2016       | [ 5 ]  |
| Eaux d'Artifice | kratki film                                   | 1953          | 1993       | [ 22 ] |
| Edison Kinetographic Record of a Sneeze                                                                            | kratki dokumentarni film                      | 1894          | 2015       | [ 30 ] |
| Electronic Labyrinth: THX 1138 4EB                                                                                 | kratki film                                   | 1967          | 2010       | [ 17 ] |
| Mariači (El Mariachi)                                                                                              | pripovedni celovečerec                        | 1992          | 2011       | [ 20 ] |
| Mauna Kea: Temple Under Siege                                                                                      | dokumentarni film                             | 2006          | 2020       | [ 29 ] |
| El Norte | pripovedni celovečerec                        | 1983          | 1995       | [ 15 ] |
| Ella Cinders | pripovedni celovečerec                        | 1926          | 2013       | [ 34 ] |
| Emigrants Landing at Ellis Island                                                                                  | kratki dokumentarni film                      | 1903          | 2019       | [ 21 ] |
| The Emperor Jones                                                                                                  | pripovedni celovečerec                        | 1933          | 1999       | [ 35 ] |
| Empire | eksperimentalni film                          | 1964          | 2004       | [ 32 ] |
| The Endless Summer                                                                                                 | dokumentarni film                             | 1966          | 2002       | [ 18 ] |
| Employees' Entrance                                                                                                | pripovedni celovečerec                        | 1933          | 2019       | [ 21 ] |
| V zmajevem gnezdu (Enter the Dragon)                                                                               | pripovedni celovečerec                        | 1973          | 2004       | [ 32 ] |
| Eraserhead | pripovedni celovečerec                        | 1977          | 2004       | [ 32 ] |
| E. T. - Vesoljček (E.T. the Extra-Terrestrial)                                                                     | pripovedni celovečerec                        | 1982          | 1994       | [ 16 ] |
| Eve's Bayou | pripovedni celovečerec                        | 1997          | 2018       | [ 28 ] |
| The Evidence of the Film                                                                                           | kratki film                                   | 1913          | 2001       | [ 13 ] |
| The Exiles | pripovedni celovečerec                        | 1961          | 2009       | [ 36 ] |
| Izganjalec hudiča (The Exorcist)                                                                                   | pripovedni celovečerec                        | 1973          | 2010       | [ 17 ] |
| The Exploits of Elaine                                                                                             | filmska serija                                | 1914          | 1994       | [ 16 ] |
| A Face in the Crowd                                                                                                | pripovedni celovečerec                        | 1957          | 2008       | [ 12 ] |
| Obrazi (Faces) | pripovedni celovečerec                        | 1968          | 2011       | [ 20 ] |
| Fake Fruit Factory                                                                                                 | kratki dokumentarni film                      | 1986          | 2011       | [ 20 ] |
| The Fall of the House of Usher                                                                                     | kratki film                                   | 1928          | 2000       | [ 24 ] |
| Fantasia | animiran pripovedni celovečerec               | 1940          | 1990       | [ 19 ] |
| Fargo | pripovedni celovečerec                        | 1996          | 2006       | [ 25 ] |
| Fast Times at Ridgemont High                                                                                       | pripovedni celovečerec                        | 1982          | 2005       | [ 27 ] |
| Fatty's Tintype Tangle                                                                                             | kratki film                                   | 1915          | 1995       | [ 15 ] |
| Felicia | kratki film                                   | 1965          | 2014       | [ 7 ]  |
| Ferris Bueller's Day Off                                                                                           | pripovedni celovečerec                        | 1986          | 2014       | [ 7 ]  |
| Field of Dreams | pripovedni celovečerec                        | 1989          | 2017       | [ 10 ] |
| Film Portrait | dokumentarni film                             | 1970          | 2003       | [ 23 ] |
| Pet lahkih komadov (Five Easy Pieces)                                                                              | pripovedni celovečerec                        | 1970          | 2000       | [ 24 ] |
| Flash Gordon | filmska serija                                | 1936          | 1996       | [ 26 ] |
| Meso in hudič (Flesh and the Devil)                                                                                | pripovedni celovečerec                        | 1927          | 2006       | [ 25 ] |
| Flower Drum Song                                                                                                   | pripovedni celovečerec                        | 1961          | 2008       | [ 12 ] |
| The Fog of War | dokumentarni film                             | 2003          | 2019       | [ 21 ] |
| A Fool There Was                                                                                                   | pripovedni celovečerec                        | 1915          | 2015       | [ 30 ] |
| Nore ženske (Foolish Wives)                                                                                        | pripovedni celovečerec                        | 1922          | 2008       | [ 12 ] |
| Footlight Parade                                                                                                   | pripovedni celovečerec                        | 1933          | 1992       | [ 14 ] |
| Prepovedani planet (Forbidden Planet)                                                                              | pripovedni celovečerec                        | 1956          | 2013       | [ 34 ] |
| Force of Evil | pripovedni celovečerec                        | 1948          | 1994       | [ 16 ] |
| The Forgotten Frontier                                                                                             | dokumentarni film                             | 1931          | 1996       | [ 26 ] |
| Forrest Gump | pripovedni celovečerec                        | 1994          | 2011       | [ 20 ] |
| Štirje jezdeci apokalipse (The Four Horsemen of the Apocalypse)                                                    | pripovedni celovečerec                        | 1921          | 1995       | [ 15 ] |
| Jenkins Orphanage Band (Fox Movietone News)                                                                        | poročila                                      | 1928          | 2003       | [ 23 ] |
| Frank Film | animiran kratki film                          | 1973          | 1996       | [ 26 ] |
| Frankenstein | pripovedni celovečerec                        | 1931          | 1991       | [ 8 ]  |
| Spake (Freaks) | pripovedni celovečerec                        | 1932          | 1994       | [ 16 ] |
| Freedom Riders | dokumentarni film                             | 2010          | 2020       | [ 29 ] |
| Free Radicals | animiran kratki film                          | 1979          | 2008       | [ 12 ] |
| Francoska zveza (The French Connection)                                                                            | pripovedni celovečerec                        | 1971          | 2005       | [ 27 ] |
| The Freshman | pripovedni celovečerec                        | 1925          | 1990       | [ 19 ] |
| Od tu do večnosti (From Here to Eternity)                                                                          | pripovedni celovečerec                        | 1953          | 2002       | [ 18 ] |
| From Stump to Ship                                                                                                 | dokumentarni kratki film                      | 1930          | 2002       | [ 18 ] |
| From the Manger to the Cross                                                                                       | pripovedni celovečerec                        | 1912          | 1998       | [ 11 ] |
| Naslovnica (The Front Page)                                                                                        | pripovedni celovečerec                        | 1931          | 2010       | [ 17 ] |
| Funny Girl | pripovedni celovečerec                        | 1968          | 2016       | [ 5 ]  |
| Fuentes Family Home Movies Collection                                                                              | domači posnetki                               | 1920.-1930.   | 2017       | [ 10 ] |
| Fuji | kratki film                                   | 1974          | 2002       | [ 18 ] |
| Bes (Fury) | pripovedni celovečerec                        | 1936          | 1995       | [ 15 ] |
| The Gang's All Here                                                                                                | pripovedni celovečerec                        | 1943          | 2014       | [ 7 ]  |
| Garlic Is as Good as Ten Mothers                                                                                   | dokumentarni film                             | 1980          | 2004       | [ 32 ] |
| Plinska svetilka (Gaslight)                                                                                        | pripovedni celovečerec                        | 1944          | 2019       | [ 21 ] |
| General (The General)                                                                                              | pripovedni celovečerec                        | 1926          | 1989       | [ 33 ] |
| Gentleman's Agreement                                                                                              | pripovedni celovečerec                        | 1947          | 2017       | [ 10 ] |
| George Stevens World War II Footage                                                                                | dokumentarni film                             | 1943–1946     | 2008       | [ 12 ] |
| George Washington Carver at Tuskegee Institute                                                                     | kratki dokumentarni film                      | 1937          | 2019       | [ 21 ] |
| Gerald McBoing-Boing                                                                                               | animiran kratki film                          | 1951          | 1995       | [ 15 ] |
| Gertie the Dinosaur                                                                                                | animiran kratki film                          | 1914          | 1991       | [ 8 ]  |
| Izganjalci duhov (Ghostbusters)                                                                                    | pripovedni celovečerec                        | 1984          | 2015       | [ 30 ] |
| Velikan (Giant) | pripovedni celovečerec                        | 1956          | 2005       | [ 27 ] |
| Gigi | pripovedni celovečerec                        | 1958          | 1991       | [ 8 ]  |
| Gilda | pripovedni celovečerec                        | 1946          | 2013       | [ 34 ] |
| The Girl Without a Soul                                                                                            | pripovedni celovečerec                        | 1917          | 2018       | [ 28 ] |
| Girlfriends | pripovedni celovečerec                        | 1978          | 2019       | [ 21 ] |
| Glimpse of the Garden                                                                                              | kratki film                                   | 1957          | 2007       | [ 6 ]  |
| Boter (The Godfather)                                                                                              | pripovedni celovečerec                        | 1972          | 1990       | [ 19 ] |
| Boter 2 (The Godfather Part II)                                                                                    | pripovedni celovečerec                        | 1974          | 1993       | [ 22 ] |
| Going My Way | pripovedni celovečerec                        | 1944          | 2004       | [ 32 ] |
| Gold Diggers of 1933                                                                                               | pripovedni celovečerec                        | 1933          | 2003       | [ 23 ] |
| Zlata mrzlica (The Gold Rush)                                                                                      | pripovedni celovečerec                        | 1925          | 1992       | [ 14 ] |
| V vrtincu (Gone with the Wind)                                                                                     | pripovedni celovečerec                        | 1939          | 1989       | [ 33 ] |
| Dobri fantje (Goodfellas)                                                                                          | pripovedni celovečerec                        | 1990          | 2000       | [ 24 ] |
| The Goonies | pripovedni celovečerec                        | 1985          | 2017       | [ 10 ] |
| Diplomiranec (The Graduate)                                                                                        | pripovedni celovečerec                        | 1967          | 1996       | [ 26 ] |
| Grand Hotel | pripovedni celovečerec                        | 1932          | 2007       | [ 6 ]  |
| Sadovi jeze (The Grapes of Wrath)                                                                                  | pripovedni celovečerec                        | 1940          | 1989       | [ 33 ] |
| Grass | dokumentarni film                             | 1925          | 1997       | [ 31 ] |
| Briljantina (Grease)                                                                                               | pripovedni celovečerec                        | 1978          | 2020       | [ 29 ] |
| Veliki diktator (The Great Dictator)                                                                               | pripovedni celovečerec                        | 1940          | 1997       | [ 31 ] |
| Veliki rop vlaka (The Great Train Robbery)                                                                         | kratki film                                   | 1903          | 1990       | [ 19 ] |
| Pohlep (Greed) | pripovedni celovečerec                        | 1924          | 1991       | [ 8 ]  |
| Grey Gardens | dokumentarni film                             | 1976          | 2010       | [ 17 ] |
| The Ground | kratki film/eksperimentalni film              | 1993–2001     | 2020       | [ 29 ] |
| Neskončni dan (Groundhog Day)                                                                                      | pripovedni celovečerec                        | 1993          | 2006       | [ 25 ] |
| Growing Up Female                                                                                                  | dokumentarni film                             | 1971          | 2011       | [ 20 ] |
| Ugani, kdo pride na večerjo                                                                                        | pripovedni celovečerec                        | 1967          | 2017       | [ 10 ] |
| Gun Crazy | pripovedni celovečerec                        | 1950          | 1998       | [ 11 ] |
| Gunga Din | pripovedni celovečerec                        | 1939          | 1999       | [ 35 ] |
| H2O | kratki film                                   | 1929          | 2005       | [ 27 ] |
| Hail the Conquering Hero                                                                                           | pripovedni celovečerec                        | 1944          | 2015       | [ 30 ] |
| Hair Piece: A Film for Nappyheaded People                                                                          | animiran kratki film                          | 1984          | 2018       | [ 28 ] |
| Hallelujah! | pripovedni celovečerec                        | 1929          | 2008       | [ 12 ] |
| Noč čarovnic (Halloween)                                                                                           | pripovedni celovečerec                        | 1978          | 2006       | [ 25 ] |
| Hands Up! | pripovedni celovečerec                        | 1926          | 2005       | [ 27 ] |
| Harlan County, USA                                                                                                 | dokumentarni film                             | 1976          | 1990       | [ 19 ] |
| Harold and Maude                                                                                                   | pripovedni celovečerec                        | 1971          | 1997       | [ 31 ] |
| Hearts and Minds                                                                                                   | dokumentarni film                             | 1974          | 2018       | [ 28 ] |
| Oklofutani (He Who Gets Slapped)                                                                                   | pripovedni celovečerec                        | 1924          | 2017       | [ 10 ] |
| Dedinja (The Heiress)                                                                                              | pripovedni celovečerec                        | 1949          | 1996       | [ 26 ] |
| Hell's Hinges | pripovedni celovečerec                        | 1916          | 1994       | [ 16 ] |
| Heroes All | dokumentarni film                             | 1920          | 2009       | [ 36 ] |
| Hester Street | pripovedni celovečerec                        | 1975          | 2011       | [ 20 ] |
| Točno opoldne (High Noon)                                                                                          | pripovedni celovečerec                        | 1952          | 1989       | [ 33 ] |
| High School | dokumentarni film                             | 1969          | 1991       | [ 8 ]  |
| Hindenburg Disaster Newsreel Footage                                                                               | poročila                                      | 1937          | 1997       | [ 31 ] |
| Njegovo dekle Petek (His Girl Friday)                                                                              | pripovedni celovečerec                        | 1940          | 1993       | [ 22 ] |
| The Hitch-Hiker | pripovedni celovečerec                        | 1953          | 1998       | [ 11 ] |
| The Hole | animiran kratki film                          | 1962          | 2013       | [ 34 ] |
| Hoop Dreams | dokumentarni film                             | 1994          | 2005       | [ 27 ] |
| Hoosiers | pripovedni celovečerec                        | 1986          | 2001       | [ 13 ] |
| Hospital | dokumentarni film                             | 1970          | 1994       | [ 16 ] |
| The Hospital | pripovedni celovečerec                        | 1971          | 1995       | [ 15 ] |
| Hot Dogs for Gauguin                                                                                               | kratki film                                   | 1972          | 2009       | [ 36 ] |
| Hours for Jerome Parts 1 and 2                                                                                     | eksperimentalni film                          | 1980–1982     | 2012       | [ 9 ]  |
| The House I Live In                                                                                                | kratki film                                   | 1945          | 2007       | [ 6 ]  |
| The House in the Middle                                                                                            | kratki dokumentarni film                      | 1954          | 2001       | [ 13 ] |
| Propad hiše Usher (House of Usher)                                                                                 | pripovedni celovečerec                        | 1960          | 2005       | [ 27 ] |
| House of Wax | pripovedni celovečerec                        | 1953          | 2014       | [ 7 ]  |
| Kako zelena je bila moja dolina (How Green Was My Valley)                                                          | pripovedni celovečerec                        | 1941          | 1990       | [ 19 ] |
| Kako je bil osvojen divji zahod (How the West Was Won)                                                             | pripovedni celovečerec                        | 1962          | 1997       | [ 31 ] |
| Hud | pripovedni celovečerec                        | 1963          | 2018       | [ 28 ] |
| Humoreska (Humoresque)                                                                                             | pripovedni celovečerec                        | 1920          | 2015       | [ 30 ] |
| The Hunters | dokumentarni film                             | 1957          | 2003       | [ 23 ] |
| Bombna misija (The Hurt Locker)                                                                                    | pripovedni celovečerec                        | 2008          | 2020       | [ 29 ] |
| Igralec biljarda (The Hustler)                                                                                     | pripovedni celovečerec                        | 1961          | 1997       | [ 31 ] |
| I Am a Fugitive from a Chain Gang                                                                                  | pripovedni celovečerec                        | 1932          | 1991       | [ 8 ]  |
| I Am Joaquin | kratki film                                   | 1969          | 2010       | [ 17 ] |
| I Am Somebody | kratki dokumentarni film                      | 1970          | 2019       | [ 21 ] |
| I, an Actress | kratki film                                   | 1977          | 2011       | [ 20 ] |
| Illusions | kratki film                                   | 1982          | 2020       | [ 29 ] |
| Imitacija življenja (Imitation of Life)                                                                            | pripovedni celovečerec                        | 1934          | 2005       | [ 27 ] |
| Imitacija življenja (Imitation of Life)                                                                            | pripovedni celovečerec                        | 1959          | 2015       | [ 30 ] |
| Priseljenec (The Immigrant)                                                                                        | kratki film                                   | 1917          | 1998       | [ 11 ] |
| In a Lonely Place                                                                                                  | pripovedni celovečerec                        | 1950          | 2007       | [ 6 ]  |
| In Cold Blood | pripovedni celovečerec                        | 1967          | 2008       | [ 12 ] |
| In the Heat of the Night                                                                                           | pripovedni celovečerec                        | 1967          | 2002       | [ 18 ] |
| In the Land of the Head Hunters                                                                                    | pripovedni celovečerec                        | 1914          | 1999       | [ 35 ] |
| In the Street | kratki dokumentarni film                      | 1948          | 2006       | [ 25 ] |
| The Incredible Shrinking Man                                                                                       | pripovedni celovečerec                        | 1957          | 2009       | [ 36 ] |
| Ovaduh (The Informer)                                                                                              | pripovedni celovečerec                        | 1935          | 2018       | [ 28 ] |
| The Inner World of Aphasia                                                                                         | kratki dokumentarni film                      | 1968          | 2015       | [ 30 ] |
| Inside Nazi Germany                                                                                                | kratki dokumentarni film                      | 1938          | 1993       | [ 22 ] |
| Interior New York Subway, 14th Street to 42nd Street                                                               | kratki film                                   | 1905          | 2017       | [ 10 ] |
| Nestrpnost (Intolerance)                                                                                           | pripovedni celovečerec                        | 1916          | 1989       | [ 33 ] |
| Into the Arms of Strangers: Stories of the Kindertransport                                                         | dokumentarni film                             | 2000          | 2014       | [ 7 ]  |
| Tatovi teles (Invasion of the Body Snatchers)                                                                      | pripovedni celovečerec                        | 1956          | 1994       | [ 16 ] |
| Nevidni človek (The Invisible Man)                                                                                 | pripovedni celovečerec                        | 1933          | 2008       | [ 12 ] |
| Jekleni konj (The Iron Horse)                                                                                      | pripovedni celovečerec                        | 1924          | 2011       | [ 20 ] |
| It | pripovedni celovečerec                        | 1927          | 2001       | [ 13 ] |
| Zgodilo se je neke noči (It Happened One Night)                                                                    | pripovedni celovečerec                        | 1934          | 1993       | [ 22 ] |
| It's a Gift | pripovedni celovečerec                        | 1934          | 2010       | [ 17 ] |
| Življenje je čudovito (It's a Wonderful Life)                                                                      | pripovedni celovečerec                        | 1946          | 1990       | [ 19 ] |
| The Italian | pripovedni celovečerec                        | 1915          | 1991       | [ 8 ]  |
| Jailhouse Rock | pripovedni celovečerec                        | 1957          | 2004       | [ 32 ] |
| Jam Session | kratki film                                   | 1942          | 2001       | [ 13 ] |
| Jeffries-Johnson World's Championship Boxing Contest                                                               | dokumentarni film                             | 1910          | 2005       | [ 27 ] |
| Jammin' the Blues                                                                                                  | kratki film                                   | 1944          | 1995       | [ 15 ] |
| Žrelo (Jaws) | pripovedni celovečerec                        | 1975          | 2001       | [ 13 ] |
| Jazz on a Summer's Day                                                                                             | dokumentarni film                             | 1959          | 1999       | [ 35 ] |
| Pevec jazza (The Jazz Singer)                                                                                      | pripovedni celovečerec                        | 1927          | 1996       | [ 26 ] |
| Jezebel | pripovedni celovečerec                        | 1938          | 2009       | [ 36 ] |
| John Henry and the Inky-Poo                                                                                        | animiran kratki film                          | 1946          | 2015       | [ 30 ] |
| Johnny Guitar | pripovedni celovečerec                        | 1954          | 2008       | [ 12 ] |
| The Joy Luck Club                                                                                                  | pripovedni celovečerec                        | 1993          | 2020       | [ 29 ] |
| Judgment at Nuremberg                                                                                              | pripovedni celovečerec                        | 1961          | 2013       | [ 34 ] |
| The Jungle | kratki film                                   | 1967          | 2009       | [ 36 ] |
| Jurski park (Jurassic Park)                                                                                        | pripovedni celovečerec                        | 1993          | 2018       | [ 28 ] |
| Kannapolis, N.C.                                                                                                   | dokumentarni film                             | 1941          | 2004       | [ 32 ] |
| Deček (The Kid) | pripovedni celovečerec                        | 1921          | 2011       | [ 20 ] |
| Kid Auto Races at Venice                                                                                           | kratki film                                   | 1914          | 2020       | [ 29 ] |
| The Kidnappers Foil                                                                                                | pripovedni celovečerec                        | 1930.–1950.   | 2012       | [ 9 ]  |
| Killer of Sheep | pripovedni celovečerec                        | 1978          | 1990       | [ 19 ] |
| The Killers | pripovedni celovečerec                        | 1946          | 2008       | [ 12 ] |
| King: A Filmed Record... Montgomery to Memphis                                                                     | dokumentarni film                             | 1970          | 1999       | [ 35 ] |
| King Kong | pripovedni celovečerec                        | 1933          | 1991       | [ 8 ]  |
| King of Jazz | pripovedni celovečerec                        | 1930          | 2013       | [ 34 ] |
| The Kiss | kratki film                                   | 1896          | 1999       | [ 35 ] |
| Kiss Me Deadly | pripovedni celovečerec                        | 1955          | 1999       | [ 35 ] |
| Knute Rockne, All American                                                                                         | pripovedni celovečerec                        | 1940          | 1997       | [ 31 ] |
| Kodachrome Color Motion-Picture Test                                                                               | eksperimentalni film                          | 1922          | 2012       | [ 9 ]  |
| Koyaanisqatsi | pripovedni celovečerec                        | 1982          | 2000       | [ 24 ] |
| La Bamba | pripovedni celovečerec                        | 1987          | 2017       | [ 10 ] |
| L.A. zaupno (L.A. Confidential)                                                                                    | pripovedni celovečerec                        | 1997          | 2015       | [ 30 ] |
| The Lady Eve | pripovedni celovečerec                        | 1941          | 1994       | [ 16 ] |
| Dama iz Šangaja (The Lady from Shanghai)                                                                           | pripovedni celovečerec                        | 1947          | 2018       | [ 28 ] |
| Lady Helen's Escapade                                                                                              | kratki film                                   | 1909          | 2004       | [ 32 ] |
| Lady Windermere's Fan                                                                                              | pripovedni celovečerec                        | 1925          | 2002       | [ 18 ] |
| Lambchops | kratki film                                   | 1929          | 1999       | [ 35 ] |
| The Land Beyond the Sunset                                                                                         | kratki film                                   | 1912          | 2000       | [ 24 ] |
| Lassie se vrača (Lassie Come Home)                                                                                 | pripovedni celovečerec                        | 1943          | 1993       | [ 22 ] |
| The The Last Command                                                                                               | pripovedni celovečerec                        | 1928          | 2006       | [ 25 ] |
| Poslednji Mohikanec (The Last of the Mohicans)                                                                     | pripovedni celovečerec                        | 1920          | 1995       | [ 15 ] |
| The Last Picture Show                                                                                              | pripovedni celovečerec                        | 1971          | 1998       | [ 11 ] |
| The Last Waltz | dokumentarni film                             | 1978          | 2019       | [ 21 ] |
| The Laura | pripovedni celovečerec                        | 1944          | 1999       | [ 35 ] |
| Lawrence Arabski (Lawrence of Arabia)                                                                              | pripovedni celovečerec                        | 1962          | 1991       | [ 8 ]  |
| The Lead Shoes | kratki film/eksperimentalni film              | 1949          | 2009       | [ 36 ] |
| A League of Their Own                                                                                              | pripovedni celovečerec                        | 1992          | 2012       | [ 9 ]  |
| The Learning Tree                                                                                                  | pripovedni celovečerec                        | 1969          | 1989       | [ 33 ] |
| Leave Her to Heaven                                                                                                | pripovedni celovečerec                        | 1945          | 2018       | [ 28 ] |
| Let's All Go to the Lobby                                                                                          | animiran kratki film                          | 1957          | 2000       | [ 24 ] |
| Let There Be Light                                                                                                 | dokumentarni film                             | 1946          | 2010       | [ 17 ] |
| Letter from an Unknown Woman                                                                                       | pripovedni celovečerec                        | 1948          | 1992       | [ 14 ] |
| The Life and Death of 9413: a Hollywood Extra                                                                      | kratki film                                   | 1927          | 1997       | [ 31 ] |
| The Life and Times of Rosie the Riveter                                                                            | dokumentarni film                             | 1980          | 1996       | [ 26 ] |
| The Life of an American Fireman                                                                                    | kratki film                                   | 1903          | 2016       | [ 5 ]  |
| The Life of Emile Zola                                                                                             | pripovedni celovečerec                        | 1937          | 2000       | [ 24 ] |
| Lilies of the Field                                                                                                | pripovedni celovečerec                        | 1963          | 2020       | [ 29 ] |
| Levji kralj (The Lion King)                                                                                        | animiran pripovedni celovečerec               | 1994          | 2016       | [ 5 ]  |
| Mali veliki mož (Little Big Man)                                                                                   | pripovedni celovečerec                        | 1970          | 2014       | [ 7 ]  |
| Mali cezar (Little Caesar)                                                                                         | pripovedni celovečerec                        | 1931          | 2000       | [ 24 ] |
| Little Fugitive | pripovedni celovečerec                        | 1953          | 1997       | [ 31 ] |
| Little Miss Marker                                                                                                 | pripovedni celovečerec                        | 1934          | 1998       | [ 11 ] |
| Little Nemo | animiran kratki film                          | 1911          | 2009       | [ 36 ] |
| Lives of Performers                                                                                                | pripovedni celovečerec                        | 1972          | 2017       | [ 10 ] |
| The Living Desert                                                                                                  | dokumentarni film                             | 1953          | 2000       | [ 24 ] |
| Lonesome | pripovedni celovečerec                        | 1928          | 2010       | [ 17 ] |
| Losing Ground | pripovedni celovečerec                        | 1982          | 2020       | [ 29 ] |
| Lost Horizon | pripovedni celovečerec                        | 1937          | 2016       | [ 5 ]  |
| Pokvarjeni izlet (The Lost Weekend)                                                                                | pripovedni celovečerec                        | 1945          | 2011       | [ 20 ] |
| Izgubljeni svet (The Lost World)                                                                                   | pripovedni celovečerec                        | 1925          | 1998       | [ 11 ] |
| Zgodba iz Louisiane (Louisiana Story)                                                                              | pripovedni celovečerec                        | 1948          | 1994       | [ 16 ] |
| Love Finds Andy Hardy                                                                                              | pripovedni celovečerec                        | 1938          | 2000       | [ 24 ] |
| Love Me Tonight | pripovedni celovečerec                        | 1932          | 1990       | [ 19 ] |
| The Lunch Date | kratki film                                   | 1989          | 2013       | [ 34 ] |
| Luxo Jr. | animiran kratki film                          | 1986          | 2014       | [ 7 ]  |
| Mabel's Blunder | kratki film                                   | 1914          | 2009       | [ 36 ] |
| Magical Maestro | animiran kratki film                          | 1952          | 1993       | [ 22 ] |
| Veličastni Ambersonovi (The Magnificent Ambersons)                                                                 | pripovedni celovečerec                        | 1942          | 1991       | [ 8 ]  |
| Sedem veličastnih (The Magnificent Seven)                                                                          | pripovedni celovečerec                        | 1960          | 2013       | [ 34 ] |
| Make Way for Tomorrow                                                                                              | pripovedni celovečerec                        | 1937          | 2010       | [ 17 ] |
| The Making of an American                                                                                          | kratki film                                   | 1920          | 2005       | [ 27 ] |
| Malcolm X | pripovedni celovečerec                        | 1992          | 2010       | [ 17 ] |
| Malteški sokol (The Maltese Falcon)                                                                                | pripovedni celovečerec                        | 1941          | 1989       | [ 33 ] |
| Mož, ki je ustrelil Liberty Valanca (The Man Who Shot Liberty Valance)                                             | pripovedni celovečerec                        | 1962          | 2007       | [ 6 ]  |
| Človek z zlato roko (The Man with the Golden Arm)                                                                  | pripovedni celovečerec                        | 1955          | 2020       | [ 29 ] |
| Mandžurijski kandidat (The Manchurian Candidate)                                                                   | pripovedni celovečerec                        | 1962          | 1994       | [ 16 ] |
| Manhatta | kratki dokumentarni film                      | 1921          | 1995       | [ 15 ] |
| Manhattan | pripovedni celovečerec                        | 1979          | 2001       | [ 13 ] |
| The March | kratki dokumentarni film                      | 1964          | 2008       | [ 12 ] |
| Marian Anderson: the Lincoln Memorial Concert                                                                      | dokumentarni film                             | 1939          | 2001       | [ 13 ] |
| Zorrovo znamenje (The Mark of Zorro)                                                                               | pripovedni celovečerec                        | 1920          | 2015       | [ 30 ] |
| Zorrovo znamenje (The Mark of Zorro)                                                                               | pripovedni celovečerec                        | 1940          | 2009       | [ 36 ] |
| Martha Graham Early Dance films                                                                                    | pripovedni celovečerec                        | 1931–1944     | 2013       | [ 34 ] |
| Marty | pripovedni celovečerec                        | 1955          | 1994       | [ 16 ] |
| Mary Poppins | pripovedni celovečerec                        | 1964          | 2013       | [ 34 ] |
| M.A.S.H. | pripovedni celovečerec                        | 1970          | 1996       | [ 26 ] |
| Master Hands | dokumentarni film                             | 1936          | 1999       | [ 35 ] |
| Matrimony's Speed Limit                                                                                            | kratki film                                   | 1913          | 2003       | [ 23 ] |
| Matrica (The Matrix)                                                                                               | pripovedni celovečerec                        | 1999          | 2012       | [ 9 ]  |
| Kockar in prostitutka (McCabe & Mrs. Miller)                                                                       | pripovedni celovečerec                        | 1971          | 2010       | [ 17 ] |
| Ulice zla (Mean Streets)                                                                                           | pripovedni celovečerec                        | 1973          | 1997       | [ 31 ] |
| Medium Cool | pripovedni celovečerec                        | 1969          | 2003       | [ 23 ] |
| Dobiva se v St. Louisu (Meet Me in St. Louis)                                                                      | pripovedni celovečerec                        | 1944          | 1994       | [ 16 ] |
| Melody Ranch | pripovedni celovečerec                        | 1940          | 2002       | [ 18 ] |
| Memento | pripovedni celovečerec                        | 2000          | 2017       | [ 10 ] |
| Memphis Belle | dokumentarni film                             | 1944          | 2001       | [ 13 ] |
| Men and Dust | kratki dokumentarni film                      | 1940          | 2013       | [ 34 ] |
| Meshes of the Afternoon                                                                                            | kratki film/eksperimentalni film              | 1943          | 1990       | [ 19 ] |
| Michael Jackson's Thriller                                                                                         | videospot                                     | 1983          | 2009       | [ 36 ] |
| The Middleton Family at the New York World's Fair                                                                  | pripovedni celovečerec/dokumentarni film      | 1939          | 2012       | [ 9 ]  |
| Midnight | pripovedni celovečerec                        | 1939          | 2013       | [ 34 ] |
| Polnočni kavboj (Midnight Cowboy)                                                                                  | pripovedni celovečerec                        | 1969          | 1994       | [ 16 ] |
| Mighty Like a Moose                                                                                                | kratki film                                   | 1926          | 2007       | [ 6 ]  |
| Mildred Pierce | pripovedni celovečerec                        | 1945          | 1996       | [ 26 ] |
| The Miracle of Morgan's Creek                                                                                      | pripovedni celovečerec                        | 1944          | 2001       | [ 13 ] |
| Čudež na 34. ulici (Miracle on 34th Street)                                                                        | pripovedni celovečerec                        | 1947          | 2005       | [ 27 ] |
| Miss Lulu Bett | pripovedni celovečerec                        | 1922          | 2001       | [ 13 ] |
| Moderni časi (Modern Times)                                                                                        | pripovedni celovečerec                        | 1936          | 1989       | [ 33 ] |
| Modesta | kratki film                                   | 1956          | 1998       | [ 11 ] |
| Mom and Dad | pripovedni celovečerec                        | 1944          | 2005       | [ 27 ] |
| Monterey Pop | dokumentarni film                             | 1968          | 2018       | [ 28 ] |
| Moon Breath Beat                                                                                                   | kratki film                                   | 1980          | 2014       | [ 7 ]  |
| Morocco | pripovedni celovečerec                        | 1930          | 1992       | [ 14 ] |
| Motion Painting No. 1                                                                                              | animiran kratki film                          | 1947          | 1997       | [ 31 ] |
| A Movie | kratki film/eksperimentalni film              | 1958          | 1994       | [ 16 ] |
| Mr. Smith Goes to Washington                                                                                       | pripovedni celovečerec                        | 1939          | 1989       | [ 33 ] |
| Gospa Miniver (Mrs. Miniver)                                                                                       | pripovedni celovečerec                        | 1942          | 2009       | [ 36 ] |
| Multiple Sidosis                                                                                                   | kratki film                                   | 1970          | 2000       | [ 24 ] |
| The Muppet Movie                                                                                                   | pripovedni celovečerec                        | 1979          | 2009       | [ 36 ] |
| The Music Box | kratki film                                   | 1932          | 1997       | [ 31 ] |
| The Music Man | pripovedni celovečerec                        | 1962          | 2005       | [ 27 ] |
| The Musketeers of Pig Alley                                                                                        | kratki film                                   | 1912          | 2016       | [ 5 ]  |
| Moja draga Klementina (My Darling Clementine)                                                                      | pripovedni celovečerec                        | 1946          | 1991       | [ 8 ]  |
| Moja draga dama (My Fair Lady)                                                                                     | pripovedni celovečerec                        | 1964          | 2018       | [ 28 ] |
| My Man Godfrey | pripovedni celovečerec                        | 1936          | 1999       | [ 35 ] |
| My Name is Oona | kratki film/eksperimentalni film              | 1969          | 2019       | [ 21 ] |
| Golo mesto (The Naked City)                                                                                        | pripovedni celovečerec                        | 1948          | 2007       | [ 6 ]  |
| Gola ostroga (The Naked Spur)                                                                                      | pripovedni celovečerec                        | 1953          | 1997       | [ 31 ] |
| Nanook s severa (Nanook of the North)                                                                              | dokumentarni film                             | 1922          | 1989       | [ 33 ] |
| Nashville | pripovedni celovečerec                        | 1975          | 1992       | [ 14 ] |
| National Lampoon's Animal House                                                                                    | pripovedni celovečerec                        | 1978          | 2001       | [ 13 ] |
| National Velvet | pripovedni celovečerec                        | 1944          | 2003       | [ 23 ] |
| The Navigator | Narrative feature                             | 1924          | 2018       | [ 28 ] |
| Naughty Marietta                                                                                                   | pripovedni celovečerec                        | 1935          | 2003       | [ 23 ] |
| The Negro Soldier                                                                                                  | dokumentarni film                             | 1944          | 2011       | [ 20 ] |
| Network | pripovedni celovečerec                        | 1976          | 2000       | [ 24 ] |
| A New Leaf | pripovedni celovečerec                        | 1971          | 2019       | [ 21 ] |
| Newark Athlete | kratki film                                   | 1891          | 2010       | [ 17 ] |
| Nicholas Brothers Family Home Movies                                                                               | domači posnetki                               | 1930.–1940.   | 2011       | [ 20 ] |
| Bratje Marx v operi (A Night at the Opera)                                                                         | pripovedni celovečerec                        | 1935          | 1993       | [ 22 ] |
| Noč lovca (The Night of the Hunter)                                                                                | pripovedni celovečerec                        | 1955          | 1992       | [ 14 ] |
| Noč živih mrtvecev (Night of the Living Dead)                                                                      | pripovedni celovečerec                        | 1968          | 1999       | [ 35 ] |
| Ninočka (Ninotchka)                                                                                                | pripovedni celovečerec                        | 1939          | 1990       | [ 19 ] |
| No Lies | kratki film                                   | 1973          | 2008       | [ 12 ] |
| Norma Rae | pripovedni celovečerec                        | 1979          | 2011       | [ 20 ] |
| Sever-severozahod (North by Northwest)                                                                             | pripovedni celovečerec                        | 1959          | 1995       | [ 15 ] |
| (nostalgia) | kratki dokumentarni film                      | 1971          | 2003       | [ 23 ] |
| Notes on the Port of St. Francis                                                                                   | kratki dokumentarni film                      | 1951          | 2013       | [ 34 ] |
| Nothing But a Man                                                                                                  | pripovedni celovečerec                        | 1964          | 1993       | [ 22 ] |
| Razvpita (Notorious)                                                                                               | pripovedni celovečerec                        | 1946          | 2006       | [ 25 ] |
| Now, Voyager | pripovedni celovečerec                        | 1942          | 2007       | [ 6 ]  |
| The Nutty Professor                                                                                                | pripovedni celovečerec                        | 1963          | 2004       | [ 32 ] |
| OffOn | kratki film/eksperimentalni film              | 1968          | 2004       | [ 32 ] |
| Oklahoma! | pripovedni celovečerec                        | 1955          | 2007       | [ 6 ]  |
| The Old Mill | animiran kratki film                          | 1937          | 2015       | [ 30 ] |
| Old Yeller | pripovedni celovečerec                        | 1957          | 2019       | [ 21 ] |
| On the Bowery | dokumentarni film                             | 1957          | 2008       | [ 12 ] |
| Okoli mesta (On the Town)                                                                                          | pripovedni celovečerec                        | 1949          | 2018       | [ 28 ] |
| Na pristaniški obali (On the Waterfront)                                                                           | pripovedni celovečerec                        | 1954          | 1989       | [ 33 ] |
| Bilo je nekoč na divjem zahodu (Once Upon a Time in the West)                                                      | pripovedni celovečerec                        | 1968          | 2009       | [ 36 ] |
| Enooki ... (One-Eyed Jacks)                                                                                        | pripovedni celovečerec                        | 1961          | 2018       | [ 28 ] |
| Let nad kukavičjim gnezdom (One Flew Over the Cuckoo's Nest)                                                       | pripovedni celovečerec                        | 1975          | 1993       | [ 22 ] |
| One Froggy Evening                                                                                                 | animiran kratki film                          | 1956          | 2003       | [ 23 ] |
| One Survivor Remembers                                                                                             | kratki dokumentarni film                      | 1995          | 2012       | [ 9 ]  |
| One Week | kratki film                                   | 1920          | 2008       | [ 12 ] |
| Samo angeli imajo krila (Only Angels Have Wings)                                                                   | pripovedni celovečerec                        | 1939          | 2017       | [ 10 ] |
| Our Daily Bread | pripovedni celovečerec                        | 1934          | 2015       | [ 30 ] |
| Our Day | kratki dokumentarni film                      | 1938          | 2007       | [ 6 ]  |
| Our Lady of the Sphere                                                                                             | eksperimentalni film                          | 1969          | 2010       | [ 17 ] |
| Out of the Past | pripovedni celovečerec                        | 1947          | 1991       | [ 8 ]  |
| The Outlaw Josey Wales                                                                                             | pripovedni celovečerec                        | 1976          | 1996       | [ 26 ] |
| Outrage | pripovedni celovečerec                        | 1950          | 2020       | [ 29 ] |
| The Ox-Bow Incident                                                                                                | pripovedni celovečerec                        | 1943          | 1998       | [ 11 ] |
| Parable | kratki film                                   | 1964          | 2012       | [ 9 ]  |
| Paris Is Burning                                                                                                   | dokumentarni film                             | 1990          | 2016       | [ 5 ]  |
| Pass the Gravy | kratki film                                   | 1928          | 1998       | [ 11 ] |
| Steze slave (Paths of Glory)                                                                                       | pripovedni celovečerec                        | 1957          | 1992       | [ 14 ] |
| Patton | pripovedni celovečerec                        | 1970          | 2003       | [ 23 ] |
| The Pawnbroker | pripovedni celovečerec                        | 1964          | 2008       | [ 12 ] |
| The Pearl | pripovedni celovečerec                        | 1948          | 2002       | [ 18 ] |
| Peege | kratki film                                   | 1972          | 2007       | [ 6 ]  |
| The Perils of Pauline                                                                                              | filmska serija                                | 1914          | 2008       | [ 12 ] |
| Peter Pan | pripovedni celovečerec                        | 1924          | 2000       | [ 24 ] |
| Fantom iz opere (The Phantom of the Opera)                                                                         | pripovedni celovečerec                        | 1925          | 1998       | [ 11 ] |
| The Phenix City Story                                                                                              | pripovedni celovečerec                        | 1955          | 2019       | [ 21 ] |
| Zgodba iz Philadelphije (The Philadelphia Story)                                                                   | pripovedni celovečerec                        | 1940          | 1995       | [ 15 ] |
| Pickup on South Street                                                                                             | pripovedni celovečerec                        | 1953          | 2018       | [ 28 ] |
| Pillow Talk | pripovedni celovečerec                        | 1959          | 2009       | [ 36 ] |
| Pink Panter (The Pink Panther)                                                                                     | pripovedni celovečerec                        | 1963          | 2010       | [ 17 ] |
| Ostržek (Pinocchio)                                                                                                | animiran pripovedni celovečerec               | 1940          | 1994       | [ 16 ] |
| A Place in the Sun                                                                                                 | pripovedni celovečerec                        | 1951          | 1991       | [ 8 ]  |
| Planet opic (Planet of the Apes)                                                                                   | pripovedni celovečerec                        | 1968          | 2001       | [ 13 ] |
| Vod smrti (Platoon)                                                                                                | pripovedni celovečerec                        | 1986          | 2019       | [ 21 ] |
| Please Don't Bury Me Alive!                                                                                        | pripovedni celovečerec                        | 1976          | 2014       | [ 7 ]  |
| The Plow That Broke the Plains                                                                                     | kratki dokumentarni film                      | 1936          | 1999       | [ 35 ] |
| Brisani prostor (Point Blank)                                                                                      | pripovedni celovečerec                        | 1967          | 2016       | [ 5 ]  |
| Point of Order | dokumentarni film                             | 1964          | 1993       | [ 22 ] |
| The Poor Little Rich Girl                                                                                          | pripovedni celovečerec                        | 1917          | 1991       | [ 8 ]  |
| Popeye the Sailor Meets Sindbad the Sailor                                                                         | animiran kratki film                          | 1936          | 2004       | [ 32 ] |
| Porgy and Bess | pripovedni celovečerec                        | 1959          | 2011       | [ 20 ] |
| Porky in Wackyland                                                                                                 | animiran kratki film                          | 1938          | 2000       | [ 24 ] |
| Portrait of Jason                                                                                                  | dokumentarni film                             | 1967          | 2015       | [ 30 ] |
| The Power and the Glory                                                                                            | pripovedni celovečerec                        | 1933          | 2014       | [ 7 ]  |
| The Power of the Press                                                                                             | pripovedni celovečerec                        | 1928          | 2005       | [ 27 ] |
| Powers of Ten | kratki dokumentarni film                      | 1978          | 1998       | [ 11 ] |
| Precious Images | kompilacija kratkih posnetkov                 | 1986          | 2009       | [ 36 ] |
| Preservation of the Sign Language                                                                                  | kratki film                                   | 1913          | 2010       | [ 17 ] |
| President McKinley Inauguration Footage                                                                            | kratki dokumentarni film                      | 1901          | 2000       | [ 24 ] |
| Primary | dokumentarni film                             | 1960          | 1990       | [ 19 ] |
| Princesa nevesta (The Princess Bride)                                                                              | pripovedni celovečerec                        | 1987          | 2016       | [ 5 ]  |
| Princess Nicotine; or, The Smoke Fairy                                                                             | kratki film                                   | 1909          | 2003       | [ 23 ] |
| The Prisoner of Zenda                                                                                              | pripovedni celovečerec                        | 1937          | 1991       | [ 8 ]  |
| Producenti (The Producers)                                                                                         | pripovedni celovečerec                        | 1968          | 1996       | [ 26 ] |
| Psiho (Psycho) | pripovedni celovečerec                        | 1960          | 1992       | [ 14 ] |
| Sovražnik ljudstva (The Public Enemy)                                                                              | pripovedni celovečerec                        | 1931          | 1998       | [ 11 ] |
| Pull My Daisy | kratki film                                   | 1959          | 1996       | [ 26 ] |
| Šund (Pulp Fiction)                                                                                                | pripovedni celovečerec                        | 1994          | 2013       | [ 34 ] |
| Punch Drunks | kratki film                                   | 1934          | 2002       | [ 18 ] |
| Pups Is Pups | kratki film                                   | 1930          | 2004       | [ 32 ] |
| Purple Rain | pripovedni celovečerec                        | 1984          | 2019       | [ 21 ] |
| Putney Swope | pripovedni celovečerec                        | 1969          | 2016       | [ 5 ]  |
| Quasi at the Quackadero                                                                                            | animiran kratki film                          | 1975          | 2009       | [ 36 ] |
| Mirni človek (The Quiet Man)                                                                                       | pripovedni celovečerec                        | 1952          | 2013       | [ 34 ] |
| Razjarjeni bik (Raging Bull)                                                                                       | pripovedni celovečerec                        | 1980          | 1990       | [ 19 ] |
| Indiana Jones in lov za izgubljenim zakladom (Raiders of the Lost Ark)                                             | pripovedni celovečerec                        | 1981          | 1999       | [ 35 ] |
| A Raisin in the Sun                                                                                                | pripovedni celovečerec                        | 1961          | 2005       | [ 27 ] |
| Real Women Have Curves                                                                                             | pripovedni celovečerec                        | 2002          | 2019       | [ 21 ] |
| Dvoriščno okno (Rear Window)                                                                                       | pripovedni celovečerec                        | 1954          | 1997       | [ 31 ] |
| Rebeka (Rebecca)                                                                                                   | Narrative feature                             | 1940          | 2018       | [ 28 ] |
| Upornik brez razloga (Rebel Without a Cause)                                                                       | pripovedni celovečerec                        | 1955          | 1990       | [ 19 ] |
| The Red Book | animiran kratki film                          | 1994          | 2009       | [ 36 ] |
| Red Dust | pripovedni celovečerec                        | 1932          | 2006       | [ 25 ] |
| Red River | pripovedni celovečerec                        | 1948          | 1990       | [ 19 ] |
| Regeneration | pripovedni celovečerec                        | 1915          | 2000       | [ 24 ] |
| Reminiscences of a Journey to Lithuania                                                                            | dokumentarni film                             | 1971–1972     | 2006       | [ 25 ] |
| Republic Steel Strike Riot Newsreel Footage                                                                        | poročila                                      | 1937          | 1997       | [ 31 ] |
| Return of the Secaucus 7                                                                                           | pripovedni celovečerec                        | 1980          | 1997       | [ 31 ] |
| The Revenge of Pancho Villa                                                                                        | pripovedni celovečerec                        | 1930–1936     | 2009       | [ 36 ] |
| Streli opoldne (Ride the High Country)                                                                             | pripovedni celovečerec                        | 1962          | 1992       | [ 14 ] |
| The Right Stuff | pripovedni celovečerec                        | 1983          | 2013       | [ 34 ] |
| Rio Bravo | pripovedni celovečerec                        | 1959          | 2014       | [ 7 ]  |
| Rip Van Winkle | filmska serija                                | 1896          | 1995       | [ 15 ] |
| The River | kratki dokumentarni film                      | 1938          | 1990       | [ 19 ] |
| Road to Morocco | pripovedni celovečerec                        | 1942          | 1996       | [ 26 ] |
| Rocky | pripovedni celovečerec                        | 1976          | 2006       | [ 25 ] |
| The Rocky Horror Picture Show                                                                                      | pripovedni celovečerec                        | 1975          | 2005       | [ 27 ] |
| Roger & Me | dokumentarni film                             | 1989          | 2013       | [ 34 ] |
| Rimske počitnice (Roman Holiday)                                                                                   | pripovedni celovečerec                        | 1953          | 1999       | [ 35 ] |
| Rose Hobart | kratki film/eksperimentalni film              | 1936          | 2001       | [ 13 ] |
| Rosemarijin otrok (Rosemary's Baby)                                                                                | pripovedni celovečerec                        | 1968          | 2014       | [ 7 ]  |
| Ruggles of Red Gap                                                                                                 | pripovedni celovečerec                        | 1935          | 2014       | [ 7 ]  |
| Rushmore | pripovedni celovečerec                        | 1998          | 2016       | [ 5 ]  |
| Sabrina | pripovedni celovečerec                        | 1954          | 2002       | [ 18 ] |
| Safety Last! | pripovedni celovečerec                        | 1923          | 1994       | [ 16 ] |
| Salesman | dokumentarni film                             | 1969          | 1992       | [ 14 ] |
| Salomé | pripovedni celovečerec                        | 1923          | 2000       | [ 24 ] |
| Sol Zemlje (Salt of the Earth)                                                                                     | pripovedni celovečerec                        | 1954          | 1992       | [ 14 ] |
| Samsara: Death and Rebirth in Cambodia                                                                             | dokumentarni film                             | 1990          | 2012       | [ 9 ]  |
| San Francisco Earthquake & Fire: April 18, 1906                                                                    | dokumentarni film                             | 1906          | 2005       | [ 27 ] |
| Vročica sobotne noči (Saturday Night Fever)                                                                        | pripovedni celovečerec                        | 1977          | 2010       | [ 17 ] |
| Reševanje vojaka Ryana (Saving Private Ryan)                                                                       | pripovedni celovečerec                        | 1998          | 2014       | [ 7 ]  |
| Brazgotinec (Scarface)                                                                                             | pripovedni celovečerec                        | 1932          | 1994       | [ 16 ] |
| Schindlerjev seznam (Schindler's List)                                                                             | pripovedni celovečerec                        | 1993          | 2004       | [ 32 ] |
| Scratch and Crow                                                                                                   | animiran kratki film                          | 1995          | 2009       | [ 36 ] |
| Iskalca (The Searchers)                                                                                            | pripovedni celovečerec                        | 1956          | 1989       | [ 33 ] |
| Seconds | pripovedni celovečerec                        | 1966          | 2015       | [ 30 ] |
| Serene Velocity | kratki film                                   | 1970          | 2001       | [ 13 ] |
| Sergeant York | pripovedni celovečerec                        | 1941          | 2008       | [ 12 ] |
| Sedem nevest za sedem bratov (Seven Brides for Seven Brothers)                                                     | pripovedni celovečerec                        | 1954          | 2004       | [ 32 ] |
| Seventh Heaven | pripovedni celovečerec                        | 1927          | 1995       | [ 15 ] |
| Seks, laži in videotrakovi (sex, lies, and videotape)                                                              | pripovedni celovečerec                        | 1989          | 2006       | [ 25 ] |
| The Sex Life of the Polyp                                                                                          | kratki film                                   | 1928          | 2007       | [ 6 ]  |
| Sence dvoma (Shadow of a Doubt)                                                                                    | pripovedni celovečerec                        | 1943          | 1991       | [ 8 ]  |
| Sence (Shadows) | pripovedni celovečerec                        | 1959          | 1993       | [ 22 ] |
| Shaft | pripovedni celovečerec                        | 1971          | 2000       | [ 24 ] |
| Shane | pripovedni celovečerec                        | 1953          | 1993       | [ 22 ] |
| Kaznilnica odrešitve (The Shawshank Redemption)                                                                    | pripovedni celovečerec                        | 1994          | 2015       | [ 30 ] |
| She Done Him Wrong                                                                                                 | pripovedni celovečerec                        | 1933          | 1996       | [ 26 ] |
| She's Gotta Have It                                                                                                | pripovedni celovečerec                        | 1986          | 2019       | [ 21 ] |
| Sherlock, Jr. | pripovedni celovečerec                        | 1924          | 1991       | [ 8 ]  |
| Sherman's March | dokumentarni film                             | 1986          | 2000       | [ 24 ] |
| Izžarevanje (The Shining)                                                                                          | pripovedni celovečerec                        | 1980          | 2018       | [ 28 ] |
| Shock Corridor | pripovedni celovečerec                        | 1963          | 1996       | [ 26 ] |
| Shoes | pripovedni celovečerec                        | 1916          | 2014       | [ 7 ]  |
| Trgovina za oglom (The Shop Around the Corner)                                                                     | pripovedni celovečerec                        | 1940          | 1999       | [ 35 ] |
| Plavajoče gledališče (Show Boat)                                                                                   | pripovedni celovečerec                        | 1936          | 1996       | [ 26 ] |
| Show People | pripovedni celovečerec                        | 1928          | 2003       | [ 23 ] |
| Shrek | animiran pripovedni celovečerec               | 2001          | 2020       | [ 29 ] |
| Siege | kratki dokumentarni film                      | 1940          | 2006       | [ 25 ] |
| Ko jagenjčki obmolknejo (The Silence of the Lambs)                                                                 | pripovedni celovečerec                        | 1991          | 2011       | [ 20 ] |
| Ples v dežju (Singin' in the Rain)                                                                                 | pripovedni celovečerec                        | 1952          | 1989       | [ 33 ] |
| Sink or Swim | eksperimentalni film                          | 1990          | 2015       | [ 30 ] |
| The Sinking of the Lusitania                                                                                       | animiran kratki film                          | 1918          | 2017       | [ 10 ] |
| Sky High | pripovedni celovečerec                        | 1922          | 1998       | [ 11 ] |
| Slacker | pripovedni celovečerec                        | 1991          | 2012       | [ 9 ]  |
| Trnuljčica (Sleeping Beauty)                                                                                       | animiran pripovedni celovečerec               | 1959          | 2019       | [ 21 ] |
| Smoke Signals | pripovedni celovečerec                        | 1998          | 2018       | [ 28 ] |
| Sneguljčica (Snow White)                                                                                           | animiran kratki film                          | 1933          | 1994       | [ 16 ] |
| Sneguljčica in sedem palčkov (Snow White and the Seven Dwarfs)                                                     | animiran pripovedni celovečerec               | 1937          | 1989       | [ 33 ] |
| So's Your Old Man                                                                                                  | pripovedni celovečerec                        | 1926          | 2008       | [ 12 ] |
| filmi Solomona Sir Jonesa                                                                                          | domači posnetki                               | 1924-1928     | 2016       | [ 5 ]  |
| Nekateri so za vroče (Some Like It Hot)                                                                            | pripovedni celovečerec                        | 1959          | 1989       | [ 33 ] |
| Something Good – Negro Kiss                                                                                        | ekperimentalni kratki film                    | 1898          | 2018       | [ 28 ] |
| The Son of the Sheik                                                                                               | pripovedni celovečerec                        | 1926          | 2003       | [ 23 ] |
| Sons of the Desert                                                                                                 | pripovedni celovečerec                        | 1933          | 2012       | [ 9 ]  |
| Moje pesmi, moje sanje (The Sound of Music)                                                                        | pripovedni celovečerec                        | 1965          | 2001       | [ 13 ] |
| Spartak (Spartacus)                                                                                                | pripovedni celovečerec                        | 1960          | 2017       | [ 10 ] |
| The Spook Who Sat by the Door                                                                                      | pripovedni celovečerec                        | 1973          | 2012       | [ 9 ]  |
| Poštna kočija (Stagecoach)                                                                                         | pripovedni celovečerec                        | 1939          | 1995       | [ 15 ] |
| Stand and Deliver                                                                                                  | pripovedni celovečerec                        | 1988          | 2011       | [ 20 ] |
| Zvezda je rojena (A Star Is Born)                                                                                  | pripovedni celovečerec                        | 1954          | 2000       | [ 24 ] |
| Star Theatre | kratki film                                   | 1901          | 2002       | [ 18 ] |
| Vojna zvezd (Star Wars)                                                                                            | pripovedni celovečerec                        | 1977          | 1989       | [ 33 ] |
| Imperij vrača udarec (The Empire Strikes Back)                                                                     | pripovedni celovečerec                        | 1980          | 2010       | [ 17 ] |
| Stark Love | pripovedni celovečerec                        | 1927          | 2009       | [ 36 ] |
| State Fair | pripovedni celovečerec                        | 1933          | 2014       | [ 7 ]  |
| Steamboat Bill, Jr.                                                                                                | pripovedni celovečerec                        | 1928          | 2016       | [ 5 ]  |
| Steamboat Willie                                                                                                   | animiran kratki film                          | 1928          | 1998       | [ 11 ] |
| Želo (The Sting)                                                                                                   | pripovedni celovečerec                        | 1973          | 2005       | [ 27 ] |
| Stormy Weather | pripovedni celovečerec                        | 1943          | 2001       | [ 13 ] |
| The Story of G.I. Joe                                                                                              | pripovedni celovečerec                        | 1945          | 2009       | [ 36 ] |
| The Story of Menstruation                                                                                          | animiran kratki film                          | 1946          | 2015       | [ 30 ] |
| Bolj čudno od raja (Stranger Than Paradise)                                                                        | pripovedni celovečerec                        | 1984          | 2002       | [ 18 ] |
| Tramvaj Poželenje (A Streetcar Named Desire)                                                                       | pripovedni celovečerec                        | 1951          | 1999       | [ 35 ] |
| Silak (The Strong Man)                                                                                             | pripovedni celovečerec                        | 1926          | 2007       | [ 6 ]  |
| A Study in Reds | kratki film                                   | 1932          | 2009       | [ 36 ] |
| Study of a River                                                                                                   | kratki film/eksperimentalni film              | 1997          | 2010       | [ 17 ] |
| St. Louis Blues | kratki film                                   | 1929          | 2006       | [ 25 ] |
| Sullivanova potovanja (Sullivan's Travels)                                                                         | pripovedni celovečerec                        | 1941          | 1990       | [ 19 ] |
| Zora (Sunrise: A Song of Two Humans)                                                                               | pripovedni celovečerec                        | 1927          | 1989       | [ 33 ] |
| Bulvar somraka (Sunset Boulevard)                                                                                  | pripovedni celovečerec                        | 1950          | 1989       | [ 33 ] |
| Superman | pripovedni celovečerec                        | 1978          | 2017       | [ 10 ] |
| Suspense | kratki film                                   | 1913          | 2020       | [ 29 ] |
| Suzanne, Suzanne                                                                                                   | kratki dokumentarni film                      | 1982          | 2016       | [ 5 ]  |
| Sladki vonj po uspehu (Sweet Smell of Success)                                                                     | pripovedni celovečerec                        | 1957          | 1993       | [ 22 ] |
| Sweet Sweetback's Baadasssss Song                                                                                  | pripovedni celovečerec                        | 1971          | 2020       | [ 29 ] |
| Swing Time | pripovedni celovečerec                        | 1936          | 2004       | [ 32 ] |
| Symbiopsychotaxiplasm                                                                                              | dokumentarni film                             | 1968          | 2015       | [ 30 ] |
| The T.A.M.I. Show                                                                                                  | dokumentarni film                             | 1964          | 2006       | [ 25 ] |
| Tabu | pripovedni celovečerec                        | 1931          | 1994       | [ 16 ] |
| Tacoma Narrows Bridge Collapse                                                                                     | domači posnetki                               | 1940          | 1998       | [ 11 ] |
| The Tall T | pripovedni celovečerec                        | 1957          | 2000       | [ 24 ] |
| Tarantella | kratki film/eksperimentalni film              | 1940          | 2010       | [ 17 ] |
| Tarzan and His Mate                                                                                                | pripovedni celovečerec                        | 1934          | 2003       | [ 23 ] |
| Taksist (Taxi Driver)                                                                                              | pripovedni celovečerec                        | 1976          | 1994       | [ 16 ] |
| The Tell-Tale Heart                                                                                                | animiran kratki film                          | 1953          | 2001       | [ 13 ] |
| The Ten Commandments                                                                                               | pripovedni celovečerec                        | 1956          | 1999       | [ 35 ] |
| Terminator (The Terminator)                                                                                        | pripovedni celovečerec                        | 1984          | 2008       | [ 12 ] |
| Tess of the Storm Country                                                                                          | pripovedni celovečerec                        | 1914          | 2006       | [ 25 ] |
| Tevya | pripovedni celovečerec                        | 1939          | 1991       | [ 8 ]  |
| Thelma in Louise (Thelma & Louise)                                                                                 | pripovedni celovečerec                        | 1991          | 2016       | [ 5 ]  |
| Thelonious Monk: Straight, No Chaser                                                                               | dokumentarni film                             | 1988          | 2017       | [ 10 ] |
| Theodore Case Sound Test: Gus Visser and His Singing Duck                                                          | kratki film                                   | 1925          | 2002       | [ 18 ] |
| There It Is | kratki film                                   | 1928          | 2004       | [ 32 ] |
| They Call It Pro Football                                                                                          | dokumentarni film                             | 1967          | 2012       | [ 9 ]  |
| The Thief of Bagdad                                                                                                | pripovedni celovečerec                        | 1924          | 1996       | [ 26 ] |
| Tanka modra črta (The Thin Blue Line)                                                                              | dokumentarni film                             | 1988          | 2001       | [ 13 ] |
| The Thin Man | pripovedni celovečerec                        | 1934          | 1997       | [ 31 ] |
| Stvor (The Thing from Another World)                                                                               | pripovedni celovečerec                        | 1951          | 2001       | [ 13 ] |
| Think of Me First as a Person                                                                                      | dokumentarni film/domači posnetki             | 1960–1975     | 2006       | [ 25 ] |
| This Is Cinerama                                                                                                   | dokumentarni film                             | 1952          | 2002       | [ 18 ] |
| This is Spinal Tap                                                                                                 | pripovedni celovečerec                        | 1984          | 2002       | [ 18 ] |
| The Three Little Pigs                                                                                              | animiran kratki film                          | 1933          | 2007       | [ 6 ]  |
| Through Navajo Eyes                                                                                                | filmska serija                                | 1966          | 2002       | [ 18 ] |
| Time and Dreams | dokumentarni film                             | 1976          | 2017       | [ 10 ] |
| A Time for Burning                                                                                                 | dokumentarni film                             | 1966          | 2005       | [ 27 ] |
| A Time Out of War                                                                                                  | kratki film                                   | 1954          | 2006       | [ 25 ] |
| The Times of Harvey Milk                                                                                           | dokumentarni film                             | 1984          | 2012       | [ 9 ]  |
| Tin Toy | animiran kratki film                          | 1988          | 2003       | [ 23 ] |
| Titanik (Titanic)                                                                                                  | pripovedni celovečerec                        | 1997          | 2017       | [ 10 ] |
| To Be or Not to Be                                                                                                 | pripovedni celovečerec                        | 1942          | 1996       | [ 26 ] |
| To Fly! | dokumentarni film                             | 1976          | 1995       | [ 15 ] |
| Ubiti ptico oponašalko (To Kill a Mockingbird)                                                                     | pripovedni celovečerec                        | 1962          | 1995       | [ 15 ] |
| To Sleep with Anger                                                                                                | pripovedni celovečerec                        | 1990          | 2017       | [ 10 ] |
| Tol'able David | pripovedni celovečerec                        | 1921          | 2007       | [ 6 ]  |
| Tom, Tom, the Piper's Son                                                                                          | eksperimentalni film                          | 1969–1971     | 2007       | [ 6 ]  |
| Tootsie | pripovedni celovečerec                        | 1982          | 1998       | [ 11 ] |
| Top Gun | pripovedni celovečerec                        | 1986          | 2015       | [ 30 ] |
| Top Hat | pripovedni celovečerec                        | 1935          | 1990       | [ 19 ] |
| Topaz | dokumentarni film                             | 1943–1945     | 1996       | [ 26 ] |
| Dotik zla (Touch of Evil)                                                                                          | pripovedni celovečerec                        | 1958          | 1993       | [ 22 ] |
| Svet igrač (Toy Story)                                                                                             | animiran pripovedni celovečerec               | 1995          | 2005       | [ 27 ] |
| Traffic in Souls                                                                                                   | pripovedni celovečerec                        | 1913          | 2006       | [ 25 ] |
| Trance and Dance in Bali                                                                                           | kratki dokumentarni film                      | 1936–1939     | 1999       | [ 35 ] |
| Zaklad Sierra Madre (The Treasure of the Sierra Madre)                                                             | pripovedni celovečerec                        | 1948          | 1990       | [ 19 ] |
| A Tree Grows in Brooklyn                                                                                           | pripovedni celovečerec                        | 1945          | 2010       | [ 17 ] |
| A Trip Down Market Street                                                                                          | dokumentarni film                             | 1906          | 2010       | [ 17 ] |
| Težave v raju (Trouble in Paradise)                                                                                | pripovedni celovečerec                        | 1932          | 1991       | [ 8 ]  |
| Tulips Shall Grow                                                                                                  | animiran kratki film                          | 1942          | 1997       | [ 31 ] |
| Twelve O'Clock High                                                                                                | pripovedni celovečerec                        | 1949          | 1998       | [ 11 ] |
| Twentieth Century                                                                                                  | pripovedni celovečerec                        | 1934          | 2011       | [ 20 ] |
| Two-Lane Blacktop                                                                                                  | pripovedni celovečerec                        | 1971          | 2012       | [ 9 ]  |
| Koča strica Toma (Uncle Tom's Cabin)                                                                               | pripovedni celovečerec                        | 1914          | 2012       | [ 9 ]  |
| Under Western Stars                                                                                                | pripovedni celovečerec                        | 1938          | 2009       | [ 36 ] |
| Neoproščeno (Unforgiven)                                                                                           | pripovedni celovečerec                        | 1992          | 2004       | [ 32 ] |
| Unmasked | pripovedni celovečerec                        | 1917          | 2014       | [ 7 ]  |
| V-E +1 | dokumentarni film                             | 1945          | 2014       | [ 7 ]  |
| Verbena Tragica | pripovedni celovečerec                        | 1939          | 1996       | [ 26 ] |
| Vrtoglavica (Vertigo)                                                                                              | pripovedni celovečerec                        | 1958          | 1989       | [ 33 ] |
| A Virtuous Vamp | pripovedni celovečerec                        | 1919          | 2013       | [ 34 ] |
| A Walk in the Sun                                                                                                  | pripovedni celovečerec                        | 1945          | 2016       | [ 5 ]  |
| Wanda | pripovedni celovečerec                        | 1970          | 2017       | [ 10 ] |
| The Way of Peace                                                                                                   | pripovedni kratki film                        | 1947          | 2014       | [ 7 ]  |
| Vojna svetov (The War of the Worlds)                                                                               | pripovedni celovečerec                        | 1953          | 2011       | [ 20 ] |
| Water and Power | dokumentarni film                             | 1989          | 2008       | [ 12 ] |
| Wattstax | dokumentarni film                             | 1973          | 2020       | [ 29 ] |
| Poročna koračnica (The Wedding March)                                                                              | pripovedni celovečerec                        | 1928          | 2003       | [ 23 ] |
| Zgodba z zahodne strani (West Side Story)                                                                          | pripovedni celovečerec                        | 1961          | 1997       | [ 31 ] |
| Westinghouse Works, 1904                                                                                           | filmska serija                                | 1904          | 1998       | [ 11 ] |
| What's Opera, Doc?                                                                                                 | animiran kratki film                          | 1957          | 1992       | [ 14 ] |
| Where Are My Children?                                                                                             | pripovedni celovečerec                        | 1916          | 1993       | [ 22 ] |
| White Fawn's Devotion                                                                                              | kratki film                                   | 1910          | 2008       | [ 12 ] |
| Bela vročina (White Heat)                                                                                          | pripovedni celovečerec                        | 1949          | 2003       | [ 23 ] |
| Kdo je potunkal zajca Rogerja (Who Framed Roger Rabbit)                                                            | pripovedni celovečerec                        | 1988          | 2016       | [ 5 ]  |
| Kdo se boji Virginie Woolf? (Who's Afraid of Virginia Woolf?)                                                      | pripovedni celovečerec                        | 1966          | 2013       | [ 34 ] |
| Why Man Creates | animiran kratki dokumentarni film             | 1968          | 2002       | [ 18 ] |
| Why We Fight | dokumentarna filmska serija                   | 1943–1945     | 2000       | [ 24 ] |
| Wild and Woolly | pripovedni celovečerec                        | 1917          | 2002       | [ 18 ] |
| Wild Boys of the Road                                                                                              | pripovedni celovečerec                        | 1933          | 2013       | [ 34 ] |
| Divja horda (The Wild Bunch)                                                                                       | pripovedni celovečerec                        | 1969          | 1999       | [ 35 ] |
| Divja reka (Wild River)                                                                                            | pripovedni celovečerec                        | 1960          | 2002       | [ 18 ] |
| Will Success Spoil Rock Hunter?                                                                                    | pripovedni celovečerec                        | 1957          | 2000       | [ 24 ] |
| Willy Wonka & the Chocolate Factory                                                                                | pripovedni celovečerec                        | 1971          | 2014       | [ 7 ]  |
| Winchester '73 | pripovedni celovečerec                        | 1950          | 2015       | [ 30 ] |
| The Wind | pripovedni celovečerec                        | 1928          | 1993       | [ 22 ] |
| Wings | pripovedni celovečerec                        | 1927          | 1997       | [ 31 ] |
| The Wishing Ring: An Idyll of Old England                                                                          | pripovedni celovečerec                        | 1914          | 2012       | [ 9 ]  |
| With the Abraham Lincoln Brigade in Spain                                                                          | dokumentarni film                             | 1937-1938     | 2017       | [ 10 ] |
| Within Our Gates                                                                                                   | pripovedni celovečerec                        | 1920          | 1992       | [ 14 ] |
| Čarovnik iz Oza | pripovedni celovečerec                        | 1939          | 1989       | [ 33 ] |
| Woman of the Year                                                                                                  | pripovedni celovečerec                        | 1942          | 1999       | [ 35 ] |
| Neuravnovešena ženska (Woman Under the Influence)                                                                  | pripovedni celovečerec                        | 1974          | 1990       | [ 19 ] |
| The Women | pripovedni celovečerec                        | 1939          | 2007       | [ 6 ]  |
| Woodstock | dokumentarni film                             | 1970          | 1996       | [ 26 ] |
| Viharni vrh (Wuthering Heights)                                                                                    | pripovedni celovečerec                        | 1939          | 2007       | [ 6 ]  |
| Yankee Doodle Dandy                                                                                                | pripovedni celovečerec                        | 1942          | 1993       | [ 22 ] |
| Mladi Frankenstein (Young Frankenstein)                                                                            | pripovedni celovečerec                        | 1974          | 2003       | [ 23 ] |
| Young Mr. Lincoln                                                                                                  | pripovedni celovečerec                        | 1939          | 2003       | [ 23 ] |
| Zapruder film | domači posnetki                               | 1963          | 1994       | [ 16 ] |
| Zoot Suit | pripovedni celovečerec                        | 1981          | 2019       | [ 21 ] |

## Statistika
Z vključitvijo konec leta 2017 je bilo v registru 725 filmov. Najstarejši je bil kratki posnetek Newark Athlete iz leta 1891, namlajši pa dokumentarni film 13 Lakes (2004). Če štejemo 11 serij, ki so nastajale več let, po letu zaključka (ta kriterij uporablja tudi register), sta bili leti z največ izbranimi filmi 1939 in 1940. Šest filmov je bilo izbranih 10 let po nastanku, kar je najkrajša možna doba; to so Razjarjeni bik, Naredi prav, Dobri fantje, Svet igrač, Fargo in 13 Lakes.
Spodnja preglednica prikazuje število filmov v arhivu po letih izida:
| Leto izida | Število filmov |
| ---------- | -------------- |
| 1891       | 1              |
| 1893       | 1              |
| 1894       | 1              |
| 1895       | 1              |
| 1896       | 2              |
| 1897       | 1              |
| 1901       | 2              |
| 1903       | 3              |
| 1904       | 1              |
| 1905       | 1              |
| 1906       | 3              |
| 1909       | 3              |
| 1910       | 2              |
| 1911       | 1              |
| 1912       | 5              |
| 1913       | 5              |
| 1914       | 9              |
| 1915       | 6              |
| 1916       | 6              |
| 1917       | 5              |
| 1918       | 2              |
| 1919       | 3              |
| 1920       | 8              |
| 1921       | 4              |
| 1922       | 6              |
| 1923       | 2              |
| 1924       | 7              |
| 1925       | 11             |
| 1926       | 7              |
| 1927       | 9              |
| 1928       | 18             |
| 1929       | 7              |
| 1930       | 7              |
| 1931       | 9              |
| 1932       | 9              |
| 1933       | 16             |
| 1934       | 9              |
| 1935       | 6              |
| 1936       | 12             |
| 1937       | 11             |
| 1938       | 10             |
| 1939       | 20             |
| 1940       | 18             |
| 1941       | 10             |
| 1942       | 12             |
| 1943       | 6              |
| 1944       | 13             |
| 1945       | 11             |
| 1946       | 11             |
| 1947       | 5              |
| 1948       | 9              |
| 1949       | 7              |
| 1950       | 7              |
| 1951       | 10             |
| 1952       | 6              |
| 1953       | 16             |
| 1954       | 10             |
| 1955       | 9              |
| 1956       | 10             |
| 1957       | 16             |
| 1958       | 5              |
| 1959       | 13             |
| 1960       | 7              |
| 1961       | 8              |
| 1962       | 8              |
| 1963       | 8              |
| 1964       | 11             |
| 1965       | 2              |
| 1966       | 7              |
| 1967       | 12             |
| 1968       | 14             |
| 1969       | 14             |
| 1970       | 11             |
| 1971       | 13             |
| 1972       | 9              |
| 1973       | 9              |
| 1974       | 8              |
| 1975       | 10             |
| 1976       | 11             |
| 1977       | 7              |
| 1978       | 8              |
| 1979       | 10             |
| 1980       | 9              |
| 1981       | 3              |
| 1982       | 8              |
| 1983       | 5              |
| 1984       | 9              |
| 1985       | 3              |
| 1986       | 9              |
| 1987       | 2              |
| 1988       | 7              |
| 1989       | 6              |
| 1990       | 6              |
| 1991       | 6              |
| 1992       | 4              |
| 1993       | 2              |
| 1994       | 7              |
| 1995       | 3              |
| 1996       | 1              |
| 1997       | 4              |
| 1998       | 4              |
| 1999       | 2              |
| 2000       | 2              |
| 2002       | 2              |
| 2003       | 1              |
| 2004       | 1              |
| 2005       | 1              |
| Neznano    | 3              |